# Rue du Chat-qui-Pêche
Ne doit pas être confondu avec Rue du Chat-qui-Danse.
La rue du Chat-qui-Pêche est une voie située dans le quartier de la Sorbonne du 5e arrondissement de Paris.

## Situation et accès
Avec une largeur maximale de 1,80 mètre, elle est parfois présentée comme la rue la plus étroite de la capitale. Ce titre est toutefois en compétition avec le sentier des Merisiers (large de 90 cm) dans le 12e arrondissement. Elle part du 9, quai Saint-Michel et se termine à hauteur du 12, rue de la Huchette, pour une longueur de 29 mètres.
La rue du Chat-qui-Pêche est accessible par la ligne ligne 4 du métro de Paris à la station Saint-Michel et par la ligne B et la ligne C du RER à la gare de Saint-Michel - Notre-Dame.

## Origine du nom
Elle doit son nom à l'enseigne d'un ancien commerce qui s'y trouvait. Ce commerce de poissons était la propriété d'un chanoine du nom de Dom Perlet dont le chat noir, d'une grande habileté, était célèbre pour sa capacité à extraire des poissons de la Seine d'un simple coup de patte,.

## Historique

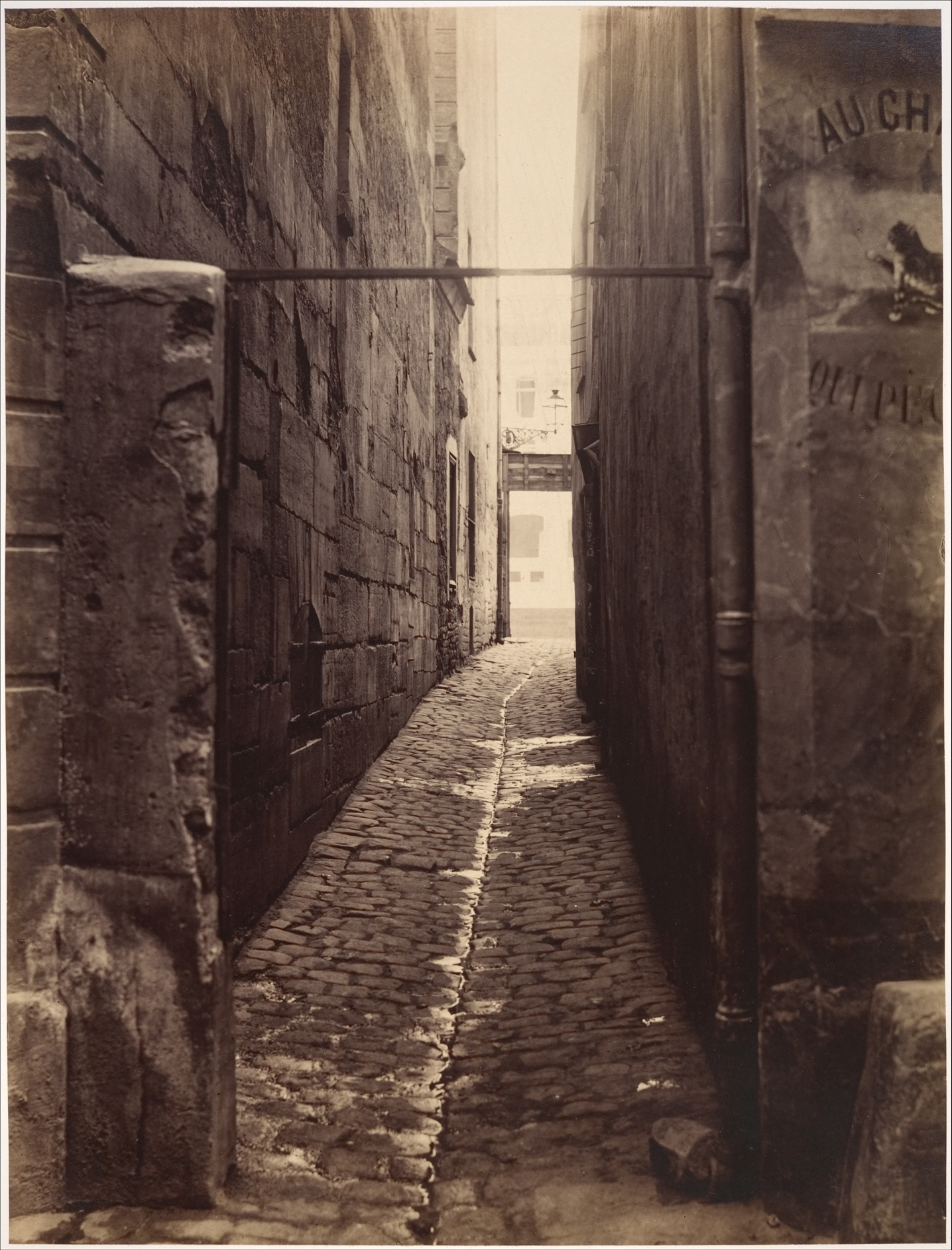
La rue du Chat-qui-Pêche vers 1868 (photographie de Charles Marville).

La rue du Chat-qui-Pêche a été ouverte en 1540. Elle débouchait alors directement sur le lit de la Seine. D'abord « rue des Étuves », ou « ruelle des Étuves, », puis « rue du Renard » (à distinguer donc de l'actuelle rue du Renard située de l'autre côté de la Seine), ou encore « rue des Bouticles », elle reçut ensuite son nom actuel.
Elle est citée sous le nom de « rue du Chat qui pesche » dans un manuscrit de 1636.

« Aller voir pêcher les chats,
Se laisser persuader facilement.

À ce proverbe se rapportait une vieille enseigne, qui a donné le nom de rue du Chat qui pêche à une rue de Paris. Cette rue, aujourd'hui fermée par une barrière, aboutissait d'un côté à la rue de la Huchette, et se dirigeait de l'autre vers la rivière. »

— Pierre de La Mésangère, Dictionnaire des proverbes français, 1823.
En 1832, une grille en fermait les deux extrémités.

## Orthotypographie
Les codes typographiques indiquent que les noms, adjectifs et verbes réunis par des traits d'union dans les noms de rue prennent la majuscule. Le cas de la rue du Chat-qui-Pêche est souvent pris en exemple dans les ouvrages typographiques.
Mais les formes verbales sont rares dans les noms de rue, et Charles Gouriou indique pour sa part la graphie « rue du Chat-qui-pêche ».

## Bâtiments remarquables et lieux de mémoire

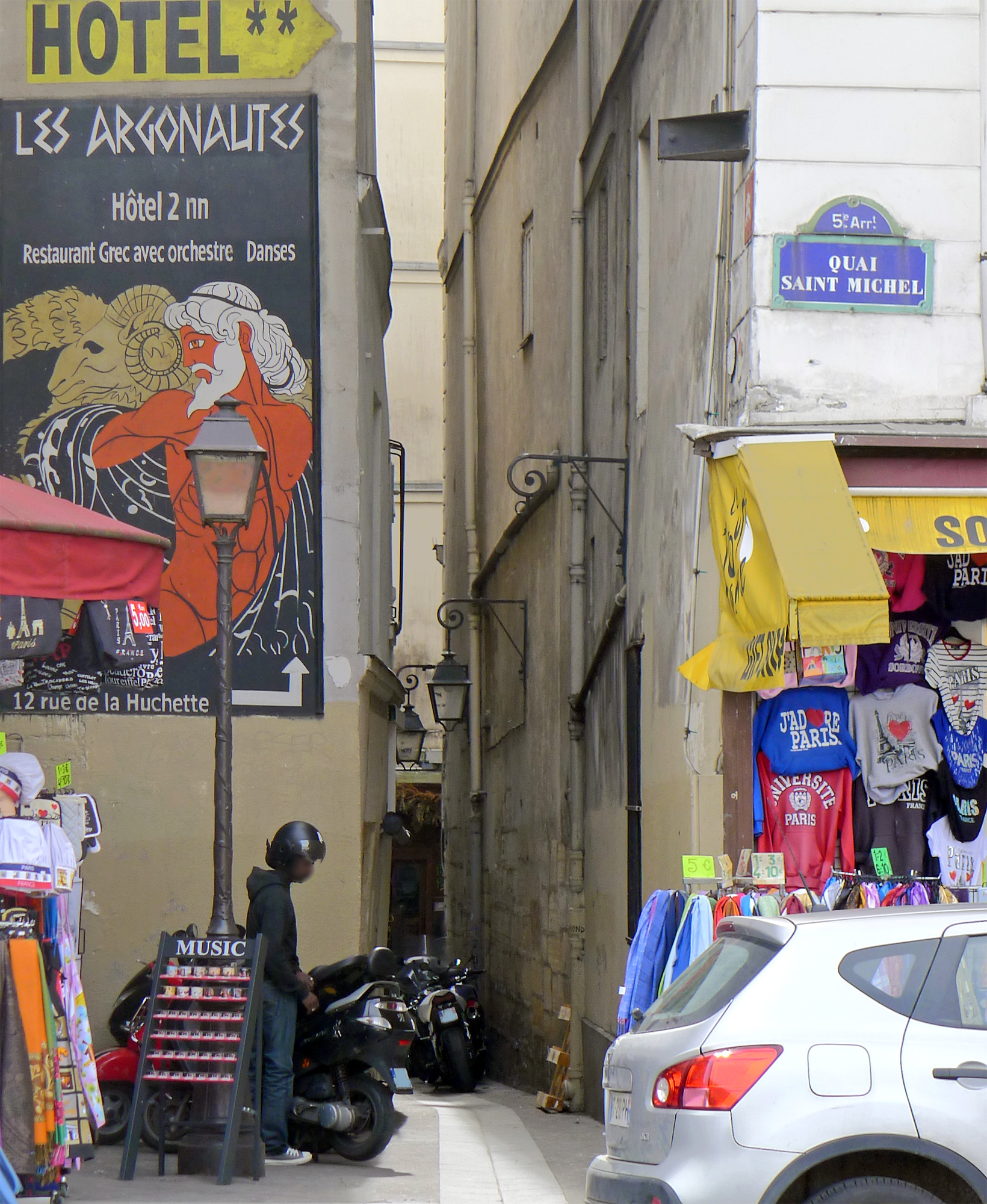
Vue à partir du quai de la Seine (rive gauche).
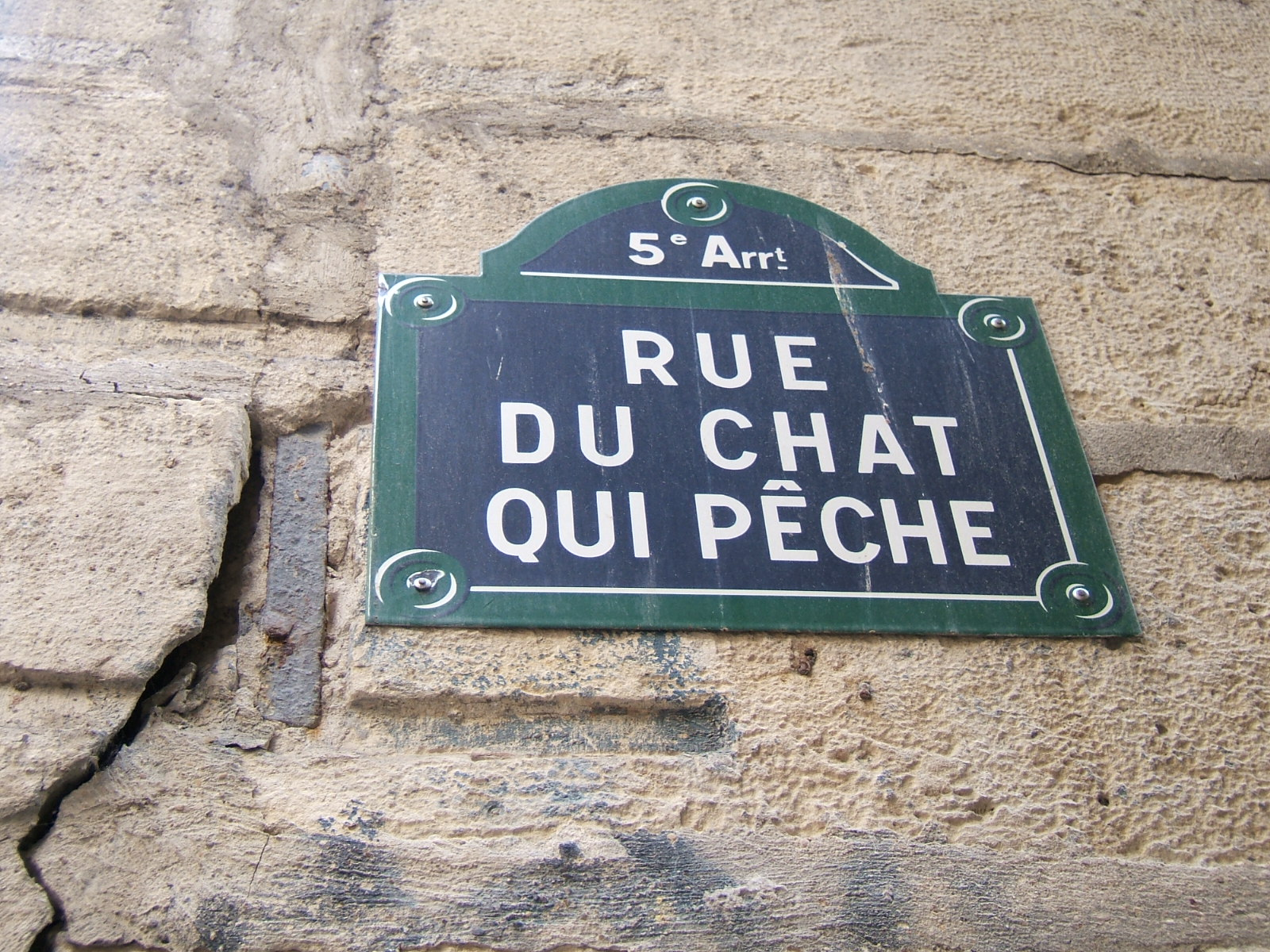
Plaque de rue de la rue du Chat-qui-Pêche.
Art urbain : chat assis à côté d'une canne à pêche, peint sur un mur de la rue par Nemo (photographié en 2010).
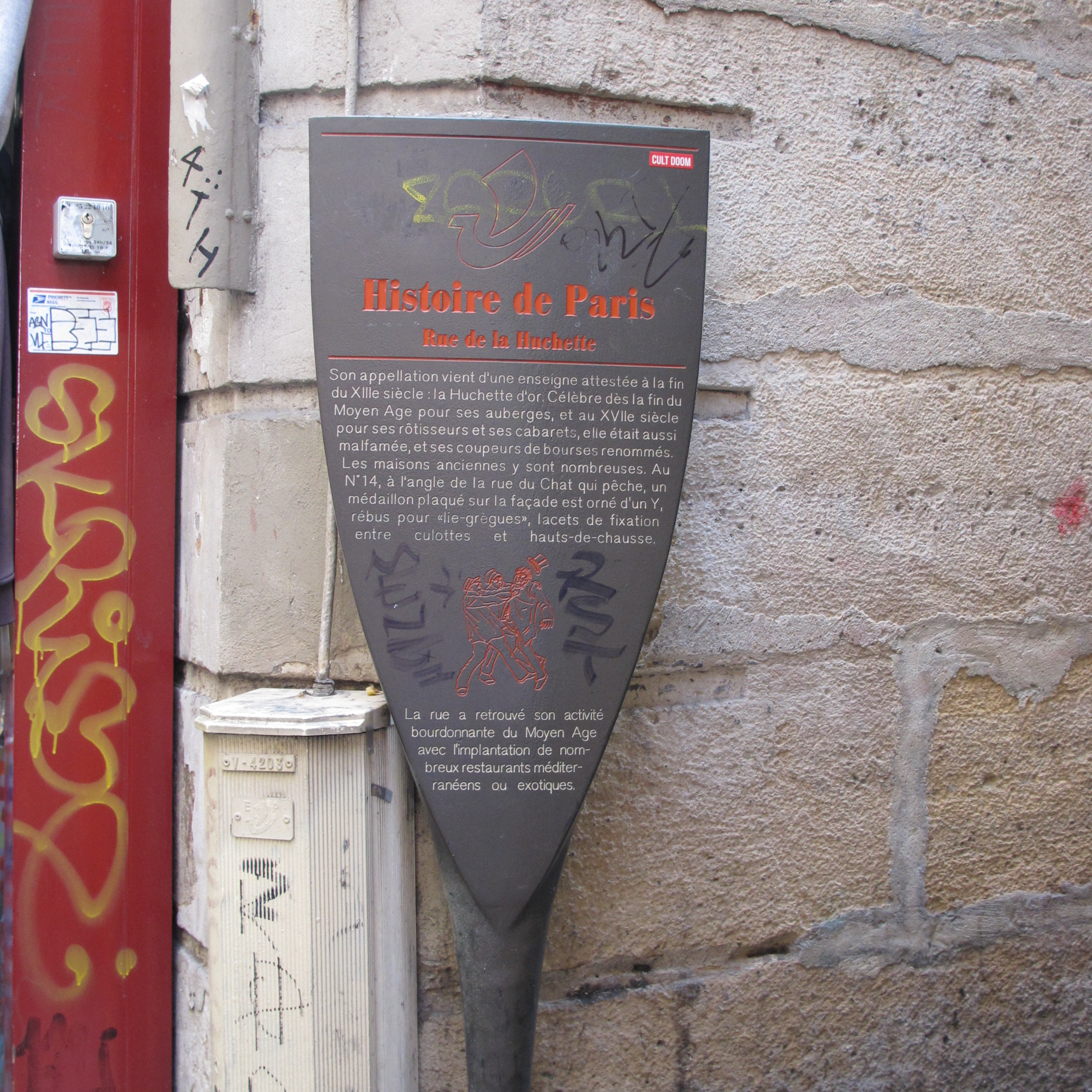
Panneau Histoire de Paris de la rue de la Huchette, à l'angle avec la rue du Chat-qui-Pêche.

## Postérité
Elle a donné son nom au récit La Rue du Chat-qui-Pêche de Jolán Földes, auteure hongroise ayant habité cette rue dans les années 1930. Son titre original est la traduction littérale en hongrois du nom de la rue : A halászó macska uccája.
Dans El botánico, poème de l'auteur argentin Juan Gelman (1930–2014), la rue du Chat-qui-Pêche est nommée deux fois, comme le lieu qu'évoque à l'imagination du botaniste français Aimé Bonpland (1773–1858) ses amours imaginaires avec l'Indienne Nunu, aux bouches de l'Orénoque. Ce poème est connu en France par l'intermédiaire de sa mise en musique par Juan Cedrón et enregistré par le Cuarteto Cedrón (Chansons d'amour d'Occitanie et autres histoires, Polydor, 1975).